# Xanthia intermixta
Xanthia intermixta là một loài bướm đêm trong họ Noctuidae.